# Estación Olavarría (Belgrano)
Olavarría era el nombre que recibía una estación de ferrocarril ubicada en la ciudad homónima, provincia de Buenos Aires, Argentina.

## Servicios
La estación era intermedia y terminal del otrora Ferrocarril Provincial de Buenos Aires para los servicios interurbanos y también de carga hacia y desde La Plata y Loma Negra. No opera trenes de carga desde 1968.